# Schallreproduktion
Unter dem Begriff Schallreproduktion lassen sich alle Verfahren zusammenfassen, in einem geeigneten Trägermedium Schallwellen aufzuzeichnen und dann erneut mit einem Abspielgerät wiederzugeben.
Grundsätzlich lässt sich jede Tonaufnahme wiedergeben, sei die Aufnahme als Graph, auf Lochstreifen, als Schallplatte, Tonband oder digital (CD) gespeichert. Die Schallreproduktion kann dabei rein mechanisch (Phonograph, Grammophon und frühe Plattenspieler) oder elektrisch (Lautsprecher) erfolgen.

## Geschichte
Anfang des 19. Jahrhunderts arbeitete man an Aufzeichnungen der Schwingungsbewegung, die den Schall ausmacht (glyphische Schallaufzeichnung). Die entscheidende Idee dabei war, die Schwingungen des Schalls in ein sich bewegendes Medium einzuritzen (beispielsweise in eine sich drehende Walze), sodass analog zur Linie der aufgezeichneten Schallwellen eine Wellenlinie entstand (siehe Phonautographen von Édouard-Léon Scott de Martinville von 1858). Den entscheidenden Schritt zur Schallreproduktion auf der Grundlage solcher Schallaufzeichnungen tat 1877 Thomas A. Edison, der auf eine in Bewegung gesetzte Schallaufzeichnung, die in eine um eine Walze gespannte Metallfolie geritzt war, eine Nadel aufzusetzen und über diese Nadel eine Membran in eben jene Schwingungen zu versetzen, die vorher die Aufzeichnung verursacht hatten, siehe Phonograph.

## Interaktion mit dem Wiedergaberaum
Der Schallwandler interagiert vielfältig mit dem Abhörraum, was eine unüberwindliche Ursache für Klangänderungen (Klangverfälschungen) ist.
Selbst wenn der Schallwandler ohne jeden Fehler ideal funktionierte, werden die von den Wänden zurückgeworfenen Schallwellen in komplizierter Weise mit dem Direktschall überlagert.

### Reflexionen
Angenommen der Schallwandler ist idealer Kugelstrahler, ergibt sich für alle Frequenzen eine gleichmäßige Übertragung in alle Richtungen. Im reflexionsfreien Raum entsteht so ein gleichmäßiges Schallfeld an allen Orten und für alle Frequenzen. Echoarm heißt: An Boden, Decke und Wänden sind bis zu 17 Meter lange Absorberkeile. Durch Teppiche, Vorhänge und Möbel wird ein Raum nicht echoarm. Durch die fehlenden Reflexionen sinkt der Schalldruck nach den 1/r-Gesetz mit dem Abstand von der Schallquelle.
Sind im Raum Wände, Boden und Decken vollständig reflektierend, was für Betonwände bei niedrigen Frequenzen anzunehmen ist, ändert bzw. verschlechtert sich die Akustik. Für verschiedene Frequenzen ergeben sich an verschiedenen Orten Auslöschungen und Verstärkungen. Das führt zu Kammfilter-Effekten, bestimmte Töne überlagern sich oder löschen sich an einzelnen Punkten im Raum aus. Ein unregelmäßiges Verhalten tritt auf. An zwei leicht verschiedenen Orten ergeben sich stark unterschiedliche Amplituden bei hohen Frequenzen.
Mit üblichen Lautsprechern in normalen Räumen übersteigt der Diffusfeld-Schallpegel der Reflexionen schon in etwa einem Meter Entfernung von den Boxen den direkt abgestrahlten Schallanteil. Deshalb treten in Räumen starke Klangveränderungen auf. Auch die Gruppenlaufzeiten unterscheiden sich je nach Standort recht deutlich.
Durch gerichtete Abstrahlung der Wellenfronten werden die Reflexionen weniger angeregt und die störenden Effekte werden schwächer. Allerdings lässt sich mit üblichen Lautsprechern der Schall in unteren Frequenzbereich nicht bündeln. Deshalb ergeben sich dann neue Probleme.
Für einen einzelnen Punkt im Raum können die Veränderungen durch inverse Filterung beseitigt werden. Allerdings werden die Probleme wenige Zentimeter daneben nicht besser, sondern eher schlimmer. Deshalb kann das Schallfeld eines Aufnahmeraumes auf keinen Fall im normalen Hörraum korrekt reproduziert werden.
Es sei erwähnt, dass diese Effekte auch bei anderen Schallquellen auftreten, etwa bei einem Sprecher oder einem Musikinstrument anstelle des Lautsprechers. Diese Verfälschungen sind immer vorhanden und gehören zur Alltagserfahrung. Es ist kein Zufall, dass das Gehör recht unempfindlich gegenüber solchen Störungen ist.
Illustration und Vertiefung: (zur Erklärung bitte auf die Bilder klicken)

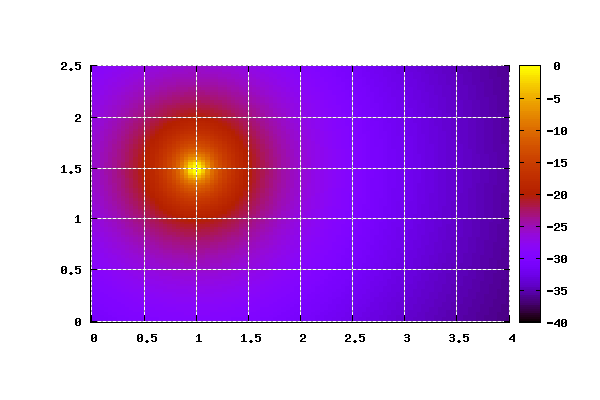
Ein Kugelstrahler im reflexionsarmen Raum
Ein Kugelstrahler in einem Raum bei dem nur Decke und Linke Wand den Schall reflektieren
Ein Kugelstrahler in einem Raum bei dem Decke, Boden, Linke und Rechte Wand den Schall reflektieren
Gleiche Situation, unter Berücksichtigung der Reflexionen zweiter Ordnung

### Schmalbandige Resonanzen
Schmalbandige Resonanzen (etwa des Gehäuses, Mobiliars, Fensterscheiben …) verursachen nur geringe Fehler im Direktschallfrequenzgang und in der Gruppenlaufzeit, aber hörbare Veränderungen beim Einschwingen von Musikinstrumenten.
Die Veränderung wird bei deutlicher Ausprägung auch „Dröhnen“ genannt.

## Doppelräumigkeit
Die oben beschriebenen Probleme verschärfen sich dadurch, dass der Schall bereits im Aufnahmeraum ähnlichen Effekten ausgesetzt war.
Die Aufnahmen „sehen“ also im Allgemeinen zwei Räume, bevor sie zum Ohr gelangen:
- Aufnahmeraum im Studio bzw. Konzertsaal
- Wiedergaberaum zu Hause.

Selbst wenn beide Räume den gleichen Klang haben, beeinflusst Doppelräumigkeit den Klang negativ (etwa bei einer Eigenaufnahme, die im Wohnzimmer aufgenommen und dann dort wieder abgespielt wird).
Die Doppelräumigkeit ließe sich durch das Aufnehmen in einem reflexionsarmen Raum zwar vermeiden, jedoch würde dieses einen Verzicht auf ein Gestaltungsmittels entsprechen. Tatsächlich werden Audioaufnahmen häufig in reflexionsarmen Räumen aufgenommen, jedoch nicht zur Vermeidung der Doppelräumigkeit, sondern um der Tonaufnahme beim Mischen bzw. beim Mastern flexibel die Akustik eines bestimmten Raumes (Berge, Kirche, Halle) aufprägen („falten“) zu können.

## Standort von Schallquelle und Empfänger
Eine weitere Einschränkung bei der Schallreproduktion ist, dass der Schall mit einer endlichen Zahl Schallwandlern aufgezeichnet und wiedergeben wird.
Um eine ideale Wiedergabe zu erreichen, müsste jede einzelne Schallquelle unmittelbar auf einem eigenen Kanal aufgenommen werden. Diese Kanäle müssten dann jeweils auf einem eigenen Schallwandler wiedergeben werden, der (wenn die Original-Schallquelle sich bewegt) auch noch beweglich sein müsste.
Während die Aufnahme der einzelnen Kanäle unter Umständen praktikabel ist, ist ein (beweglicher) Schallwandler pro Schallquelle nicht praktikabel, so dass bei der Schallreproduktion immer ein Kompromiss beim räumlichen Eindruck eingegangen werden muss.
Bei der Monofonie ist nur ein Kanal und damit kein räumlicher Eindruck vorhanden. Bei der Stereofonie funktioniert der räumliche Eindruck theoretisch nur solange der Kopf nicht bewegt wird, beim Surround-Sound ist bereits ein Drehen des Kopfes möglich und bei 2+2+2-Systemen ist zusätzlich auch ein Neigen des Kopfes möglich.
Ein freies Bewegen im Schallraum ist mit dem momentanen Stand der Technik nicht möglich. Praktisch ist dieses aber meistens ohnehin nicht nötig, insbesondere wenn die Schallreproduktion zu einer Filmwiedergabe gehört, da die Leinwand bzw. der Bildschirm die Bewegungsfreiheit ebenfalls einschränkt.